# Сосенка (Вілейський район, Костеневицька сільська рада)
Сосенка (біл. вёска Сосенка) — село в складі Вілейського району Мінської області, Білорусь. Село підпорядковане Костеневицькій сільській раді, розташоване в північній частині області.